# Kultischer Dekalog
Als Kultischer Dekalog, Privilegrecht JHWHs oder einfach Bundesworte, selten auch als Ritueller Dekalog, wird die Texteinheit Ex 34,10–26  im Tanach, der hebräischen Bibel, bezeichnet. Es handelt sich um eine Sammlung kultischer Gebote und einen Festkalender für den Gottesdienst im antiken Judentum.

## Bezeichnung
Die Bezeichnung „kultischer Dekalog“ für Ex 34 stammt von Johann Wolfgang von Goethe: Damit stellte er diesen Text den Zehn Geboten  (Ex 20,2–17; Dtn 5,6–21) gegenüber, die er als „ethischen Dekalog“ bezeichnete. Daran schloss im 19. Jahrhundert unter anderen der Alttestamentler Julius Wellhausen an: Er vertrat die gängige These, die kultische Gebotsreihe von Ex 34 sei eine ältere Vorform des Dekalogs und letzterer spiegele einen ethischen Fortschritt in der Religionsgeschichte Israels. Diese These gilt seit Beginn der 1960er Jahre in der Forschung als überholt. Die Bezeichnung Goethes und Wellhausens ist zwar nach wie vor üblich, gilt aber heute als irreführend, weil es sich in Ex 34 um keinen Dekalog, sondern um kultrechtliche Bestimmungen zur Erneuerung des Bundesverhältnisses der Israeliten handelt.
Der Ausdruck Dekalog („Zehnwort“) beruht auf Ex 34,27f. : Danach schrieb Mose auf JHWHs Befehl „die Worte des Bundes, die zehn Worte“ auf zwei Steintafeln, um sie den Israeliten zu überbringen. Jedoch lässt sich die Texteinheit nicht in zehn Gebote einteilen und ist inhaltlich wie formal keine Variante des Dekalogs, der JHWHs Willen für das Bundesvolk der Israeliten zeitübergreifend zusammenfasst.

## Herkunft
Die Texteinheit ist eine von vielen Gebotssammlungen, die zur Tora zusammengestellt wurden. Sie ist ähnlich wie das Bundesbuch (Ex 20–23) situativ in die Erzählung vom Bundesschluss JHWHs mit Israel am Berg Sinai eingebettet. Jedoch kündigt JHWH in Ex 34,1 einleitend an, selbst zwei von Mose gehauene Steintafeln zu beschreiben. Dem widerspricht der Abschlussvers Ex 34,27, wonach Mose die soeben gehörten Worte auf die Tafeln schreiben soll. Deshalb nimmt die historisch-kritische Forschung verschiedene Autoren oder Redaktionen der Textkomposition an. Der Text ist inhaltlich und sprachlich eng verwandt mit dem Abschluss des Bundesbuchs in Ex 23,14–19 , so dass oft literarische Abhängigkeit angenommen wird. Welcher der beiden Texte die ältere Vorlage ist, ist umstritten.